# Mari d'elle
Mari d’elle est une nouvelle d’Anton Tchekhov, publiée en 1885. 
Le titre est en français dans le texte original.

## Historique
Mari d’elle est initialement publié dans la revue russe Le Journal de Pétersbourg, no 347, du 18 décembre 1885, sous le pseudonyme A. Tchekhonte.

## Résumé
La chanteuse d’opérette Nathalie Bronine rêve dans son lit à sa petite fille qui est élevée loin d’ici chez sa grand-mère. Elle entend son mari rentrer. Denis Nikitine est manifestement ivre, il sent le cognac et se cogne aux meubles. 
Nikitine lui raconte qu’il était chez Zagvozdkine, un admirateur richissime de Nathalie à qui il a demandé sans succès un prêt de dix mille roubles. Nikitine veut monter une affaire d’importation de boyaux du Caucase et les revendre aux charcutiers russes. Nathalie a sommeil, mais Nikitine lui détaille un autre projet : il veut créer un théâtre privé et il lui demande cinq mille roubles. Nathalie refuse net : elle a déjà perdu de l’argent dans les affaires de son mari. Nikitine vexé, quitte la maison et Nathalie retourne se coucher.
Elle se remémore le petit comptable qu’il était : ils vivaient alors simplement, puis, quand elle avait voulu faire du théâtre, il l’avait chassée du domicile conjugal. Plus tard, quand le bruit de sa réussite était arrivé jusqu'à lui, il avait « pardonné » et était venu vivre chez elle.
Depuis, Nikitine vit à ses crochets. D’ailleurs, Nathalie l’entend qui rentre : la vexation n’a pas duré.

## Édition française
- Mari d’elle, dans Œuvres de A.Tchekhov 1885, traduit par Madeleine Durand et Édouard Parayre, Les Éditeurs Français Réunis, 1955, numéro d’éditeur 431.